# Larry Graham
 Der er for få eller ingen kildehenvisninger i denne artikel, hvilket er et problem. Du kan hjælpe ved at angive troværdige kilder til de påstande, som fremføres i artiklen.

Larry Graham, Jr. (født 14. august 1946 i Beaumont, Texas) er en amerikansk bassist og sanger.
Graham spillede med Sly and the Family Stone fra 1967-73 og fra 1974 til 81 i sit eget band Graham Central Station (GSC).
På grund af et massivt forbrug af stoffer i Sly and the Family Stone, ikke mindst af Sly Stone selv, hvilket bl.a. medførte at flere koncerter måtte aflyses, forlod Graham gruppen under indspilningen af albummet Fresh.
Larry Graham var oprindeligt trommeslager. Han overførte den percussive stil fra trommerne til bassen, da han prøvede at imitere trommerne ved at slå med tommelfingeren på de dybe strenge (E og A) for at give en stortrommeeffekt og hive ud i de lyse strenge (D og G) for en lilletrommeeffekt. En stil man i dag kalder slapbas, og som er udbredt i funkgenren.
Larry Grahams basspil er kendt for at havde dannet skole for mange af datidens yngre bassister som Les Claypol, Victor Wooten, Stanley Clarke, Marcus Miller, Louis Johnson, Mark King, Will Lee og Flea (Michael Balzary).
I 60erne spillede Graham på en Vox-bas, med indbygget distortion, effekten kan høres på ”Dance to the music” med Sly and the family Stone. I 70'erne spillet han på en Fender Jazz-bas, dog med undtagelse på albummet My Radio Sure Sounds Good to Me med GSC, hvor han spillede på en Alembic serie one bas i fire numre. I begyndelsen af 80'erne benyttede han en G&L bas, og fra midt 80'erne til i dag spiller han på en hvid Moon-bas fra det japanske firma af samme navn.
Graham var en af pionererne i at bruge effekter på bassen, ikke mindst fuzz-effekten distortion, som blev flittigt brugt i hans bassoloer. Grahams effektpedaler bestod af en Juggernaut fuzz. ”The big foot” Musitronic octaver divider, og Roland jet phaser.
Larry Graham har turneret med en ny version af Graham Central Station under navnet GCS 2000, bl.a. på Park Cafe i København i 1998, og han turnerede i 1997-2000 med Prince.
Larry Graham og GCS spillede i Amager Bio i april 2010, koncerten fik seks stjerner i Gaffa 
Larry Graham er sammen med Prince medlem af Jehovas vidner.[kilde mangler]

## Diskografi

### Solo
- One in a Million You (1980)
- Just Be My Lady (1982)

1982: Sooner or Later
1983: Victory
1985: Fired Up

### Med Graham Central Station
- Graham Central Station (1974)

1974 Release Yourself
1975 Ain't No 'Bout-A-Doubt It
1976 Mirror
1977 Now Do U Wanta Dance
1978 My Radio Sure Sounds Good to Me
1979 Star Walk
1998 Graham Central Station 2000
The Best of Larry Graham and Graham Central Station, Vol. 1 1996, Warner Bros.
The Jam: The Larry Graham & Graham Central Station Anthology 2001, Rhino
Greatest Hits 2003, Rhino Flashback

### Med Sly and The Family Stone
- A Whole New Thing (1967)

1968: Dance to the Music
1968: Life
1969: Stand!
1970: Greatest Hits
1971: There's a Riot Goin' On
1973: Fresh